# Июв
Июв (англ. Ijuw) — округ (единица административного деления) Науру. Расположен в северо-восточной части острова. Площадь 1,12 км², население 303 человека (2005).
Входит в состав избирательного округа Анабар.

## География
Июв расположен в северо-восточной части острова Науру. Данный округ омывается Тихим океаном на востоке и районами Анабара на северо-западе и Анибара на юге. Мыс Июв, расположенный в этом районе, является северной границей залива Анибар и самой восточной точкой Науру.
Средняя высота округа является 20 метров (самая низкая точка — 0 метров, а самая высокая — 40), а его площадь составляет 1,12 км² (9 место из 14).

## Население
Население округа — 303 человека (14 и последнее место) с плотностью населения 150 жителей / км² с плотностью населения 270 жителей / км².